# 多布羅斯洛韋尼鄉
44°11′N 24°22′E / 44.183°N 24.367°E
多布羅斯洛韋尼鄉（羅馬尼亞語：Comuna Dobrosloveni, Olt），是羅馬尼亞的鄉份，位於該國南部，由奧爾特縣負責管轄，面積58平方公里，海拔高度99米，2007年人口3,933，人口密度每平方公里68人。